# 伍堣
伍堣，字君號，福建汀州府清流縣人，明朝政治人物、賜特用進士出身。

## 生平
天啓七年（1627年）丁卯科福建鄉試舉人，崇禎十五年（1642年）登進士，擔任刑部陕西清吏司主事，適議大辟案，當事受賕鬻獄，持不可且上聞，後遭中傷罷歸、復起员外郎。出為雷州知府，奉外不染，後致仕，止存五錢。